# パリ・カトリック大学
パリ・カトリック大学 (L'Institut catholique de Paris) は、フランス共和国のパリ6区にある私立大学。1875年に設立された。多数の学部から構成されており、この大学で修士号や博士号を取得できる。

## 歴史
パリ・カトリック大学は1875年にパリ・カトリック大学としてモーリス・ル・サージュ・ドートロシュ・ダルストによって創立された。

## 学部
- 宗教科学学部
- 教会法学部
- 哲学部
- 文学部
  - 近代文学学科
  - 歴史学科　　
  - 英文学科　　
  - スペイン文学科　　
  - ドイツ文学科　　　
  - 美術史学科
- フランス文化語学院（ILCF）
- 社会経済学部（FASSE）
- 教育学部
- 上級教育学校
- 図書文書学校(EBD)
- 臨床心理学校(EFPP)
- 上級スポーツ専門学校(ILEPS)
- パリ電子上級学院（ISEP）

## 出身者
- エドゥアール・ブランリー（英語版） 、物理学者[3]
- ピエール・フリムラン 、政治家
- シモーヌ・ド・ボーヴォワール 、哲学